# 4-氟吡啶
4-氟吡啶是一种有机化合物，化学式为C5H4FN，是氟吡啶的同分异构体之一。它可由吡啶和Et3N·3HF在乙腈中的电化学反应制得。4-氨基吡啶和NaNO2/HF反应也能制得4-氟吡啶。它和盐酸反应，可以得到4-氟吡啶盐酸盐。